# Accès à Internet à bas débit
 (septembre 2020).
Un accès à internet à bas débit (ou accès à Internet en bande basse), est un accès à Internet à un débit inférieur ou égal à celui par modem  (56 kbit/s).  Il est notamment utilisé de nos jours par l'Internet des objets. Ses successeurs sont les haut-débit et très haut débit.